# Francesco Saverio Bruno
Francesco Saverio Bruno (Brienza, 1756 – 1799) è stato un giurista italiano.
Nacque a Brienza, piccolo centro nella provincia di Potenza, in Basilicata.

Fu un grande giurista dell'Illuminismo Partenopeo e Insigne professore universitario presso l'Università "Federico II" di Napoli.